# Nelson Piletti
Nelson Piletti (Bento Gonçalves, 1945) é um educador e historiador brasileiro.
É formado em Filosofia, Pedagogia e Jornalismo, e é também mestre, doutor e livre-docente em História da Educação Brasileira pela Universidade de São Paulo, e professor da Faculdade de Educação da USP desde 1974.
É autor de diversos livros na área de Educação e de livros didáticos na área de História. Também é autor de uma biografia sobre Dom Hélder Câmara e do romance Sônia Sete Vidas.